# Gianna Maria Canale
Gianna Maria Canale (n. 12 septembrie 1927, Reggio Calabria, Regatul Italiei – d. 13 februarie 2009, Sutri, Lazio, Italia) a fost o actriță italiană de film. Printre cele mai cunoscute filme ale sale se numără Teodora, împărăteasa Bizanțului, Cavalerul Pardaillan, O afacere, Scaramouche.  

## Biografie
În anul 1947, Gianna Maria Canale a participat ca Miss Calabria 1947, la concursul Miss Italia, terminând pe locul doi după Lucia Bosè și înaintea Ginei Lollobrigida, această competiție aducându-i un mare avantaj, prin prezentarea ei în revistele italiene. Este curând remarcată de regizorul italian Riccardo Freda, care se căsătorește cu ea și, în mai puțin de zece ani, o face să joace într-o duzină de filme. 
A părăsit cinematograful în 1964, după Podul suspinelor în regia lui Carlo Campogalliani și Piero Pierotti, la vârsta de 37 ani.

## Filmografie
- 1946 Rigoletto, regia Carmine Gallone
- 1948 Il cavaliere misterioso, regia Riccardo Freda
- 1948 Guarany, regia Riccardo Freda
- 1949 O Caçula do Barulho, regia Riccardo Freda
- 1949 Fiul lui d'Artagnan (Il figlio di d'Artagnan), regia Riccardo Freda
- 1949 Il conte Ugolino, regia Riccardo Freda
- 1949 Totò le Mokò regia Carlo Ludovico Bragaglia
- 1949 Il bacio di una morta, regia Guido Brignone
- 1951 La vendetta di Aquila Nera, regia Riccardo Freda
- 1951 Vedi Napoli e poi muori, regia Riccardo Freda
- 1951 Il tradimento, regia Riccardo Freda
- 1951 Allo sbaraglio (Go for Broke!), regia Robert Pirosh
- 1952 La leggenda del Piave, regia Riccardo Freda
- 1952 L'eterna catena, regia Anton Giulio Majano
- 1953 Spartaco, regia Riccardo Freda
- 1953 Missione ad Algeri, regia Edoardo Anton și Ray Enright
- 1953 Allarme a sud (Alerte au sud), regia Jean-Devaivre
- 1954 L'ombra, regia Giorgio Bianchi
- 1954 Teodora (Teodora, imperatrice Bisanzio), regia Riccardo Freda
- 1954 Madame du Barry, regia Christian-Jaque
- 1955 Donne sole, regia Vittorio Sala
- 1955 Il coraggio, regia Domenico Paolella
- 1955 Napoleone Bonaparte (Napoleon), regia Sacha Guitry
- 1956 I vampiri, regia Riccardo Freda
- 1956 La castellana del Libano (La châtelaine du Liban), regia Richard Pottier
- 1957 La Gerusalemme liberata, regia Carlo Ludovico Bragaglia
- 1957 Il corsaro della mezza luna, regia Giuseppe Maria Scotese
- 1957 Le schiave di Cartagine, regia Guido Brignone
- 1958 Le fatiche Ercole, regia Pietro Francisci
- 1958 Il segreto di Montecristo, regia di Monty Berman și Robert S. Baker
- 1958 La rivolta dei gladiatori, regia Vittorio Cottafavi
- 1958 Tutta la verità (The Whole Truth), regia John Guillermin
- 1959 Gli avventurieri dei tropici, regia Sergio Bergonzelli
- 1959 I cavalieri del diavolo, regia Siro Marcellini
- 1960 L'ultimo zar, regia Pierre Chenal
- 1960 La regina delle Amazzoni, regia Vittorio Sala
- 1960 Il conquistatore d'Oriente, regia Tanio Boccia
- 1960 La Venere dei pirati, regia Mario Costa
- 1961 Maciste contro il vampiro, regia Mario Costa
- 1961 Il conquistatore di Corinto, regia Sergio Corbucci și Giacomo Gentilomo
- 1962 Cavalerul Pardaillan (Le chevalier de Pardaillan), regia Bernard Borderie
- 1962 Il Leone di San Marco, regia Luigi Capuano
- 1962 Il figlio di Spartacus, regia Sergio Corbucci
- 1962 Tigrul celor șapte mări (La tigre dei sette mari), regia Luigi Capuano
- 1963 O afacere (Il boom), regia Vittorio De Sica
- 1963 Scaramouche (Le avventure di Scaramouche), regia Antonio Isasi
- 1964 Il treno del sabato, regia Vittorio Sala
- 1964 Podul suspinelor (Il ponte dei sospiri), regia Carlo Campogalliani și Piero Pierotti